# State Security Service
Der State Security Service (SSS; deutsch Staatssicherheitsdienst) ist der Inlandsnachrichtendienst von Nigeria (Sitz: Abuja). Seit etwa 2011 wird der Nachrichtendienst als Department of State Services (DSS) bezeichnet, obwohl die Namensänderung nicht im Amtsblatt publiziert wurde. Der Dienst wurde 1986 gegründet. Dem Dienst werden Menschenrechtsverletzungen vorgeworfen.